# Anopheles paludis
Anopheles paludis este o specie de țânțari din genul Anopheles, descrisă de Theobald în anul 1900. Conform Catalogue of Life specia Anopheles paludis nu are subspecii cunoscute.